# Sonja Hauberg
Sonja Hauberg, född 1918, död 1947, var en dansk författare. Hennes första roman Hvad vil du mig? (Vad vill du mig?) gavs ut 1942 och hennes andra roman Syv Aar for Lea (Sju år för Lea) gavs ut 1944. För sin andra roman tilldelades hon Politikens Kunstnerpris. Därtill gav hon ut dikter och noveller i tidskriften Vild Hvede (som nu heter Hvedekorn) och skrev artiklar för dagstidningar. Hon skrev även en teaterpjäs, Ebbe Skammelsøn (1945) som också gavs ut i bokform. 1961 gavs en tredje roman med titeln April ut i hennes namn.

## Biografi
Sonja Hauberg bodde under sin tidiga barndom på en gård på Nordsjälland, men sedan flyttade familjen till Skovshoved, en förort till Köpenhamn. Hon läste litteraturvetenskap vid Köpenhamns universitet och gick med i Unge Kunstneres Klub, där bland annat även Tove Ditlevsen var medlem. Under Nazitysklands ockupation av Danmark under andra världskriget sympatiserade hon med motståndsrörelsen. 1945 gifte hon sig med konstnären Richard Mortensen med vilken hon 1946 fick en son. Hon avled 1947 i tyfus, en sjukdom som hon ådragit sig i Finland då hon besökte en författarkongress. 
Hennes debutroman Hvad vil du mig? som publicerades 1942 är en psykologisk skildring av en ung kvinnas problematiska modersbindning och hur det påverkar hennes kärleksförhållande till en man. Andra romanen, Syv Aar for Lea, som gavs ut 1944 skildrar en ung flickas uppväxt och påtvingade uppbrott från en idyllisk barndom på landet till ett nytt liv i förorten under 1930-talets ekonomiska kris. Den mottogs med intresse och blev upphov till en tidningsdebatt om skolans bildningssyn. För romanen tilldelades hon Politikens Kunstnerpris. Sonja Hauberg efterlämnande manuskriptet till ytterligare en roman, April, som gavs ut postumt 1961.